# Drömling
Drömling is de naam van een uitgestrekt moerasgebied in het midden van Duitsland. Het ligt grotendeels (280 km2) in de deelstaat Saksen-Anhalt en verder ten dele (60 km2) in Nedersaksen.
Grote delen van de Drömling staan onder verschillende gradaties van natuurbescherming. Sinds 2019 heeft het in totaal ca. 340 km2 grote gebied de status van biosfeerreservaat. Voordien had het in Saksen-Anhalt gelegen gedeelte de status van Naturpark.
De belangrijkste waterlopen in de Drömling zijn de Aller, een zijrivier van de Wezer,  de Ohre, een zijrivier van de Elbe, en het Mittellandkanaal. De waterscheiding tussen de stroomgebieden van Elbe en Wezer doorsnijdt de Drömling dus.
De steden, die het dichtst bij de Drömling liggen, zijn in Saksen-Anhalt Klötze, Oebisfelde-Weferlingen en Gardelegen, en in Nedersaksen Wolfsburg.
Het gebied wordt ook doorsneden door de  spoorlijnen Berlijn-Oebisfelde en Berlijn-Lehrte en door de Bundesstraße 188.

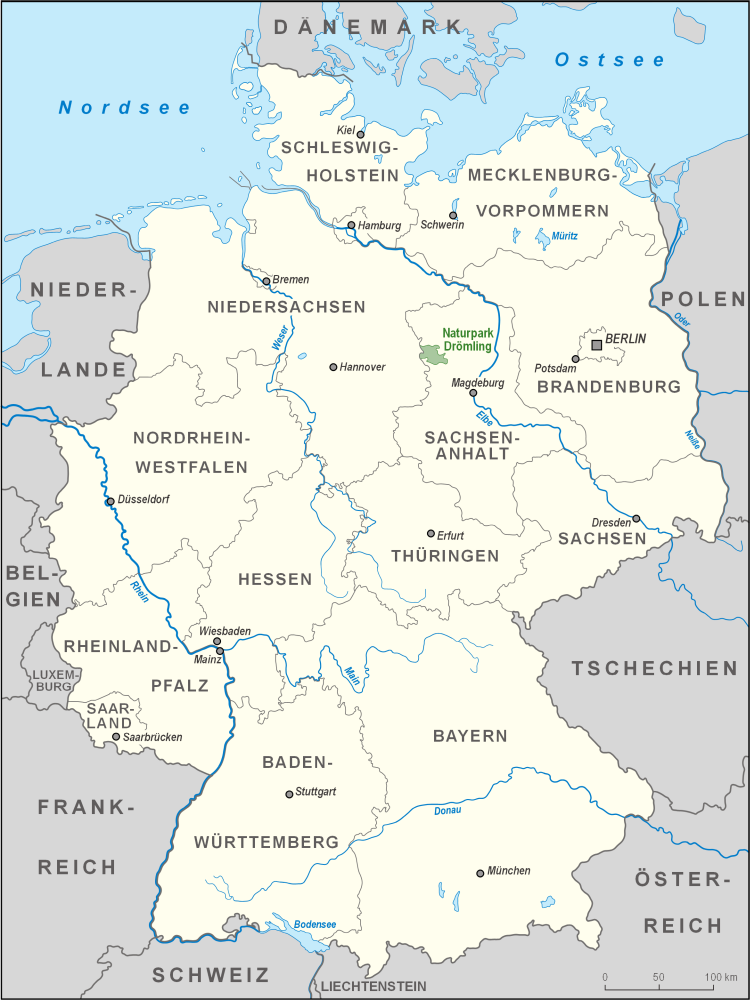
Situering van het Naturpark Drömling in Duitsland
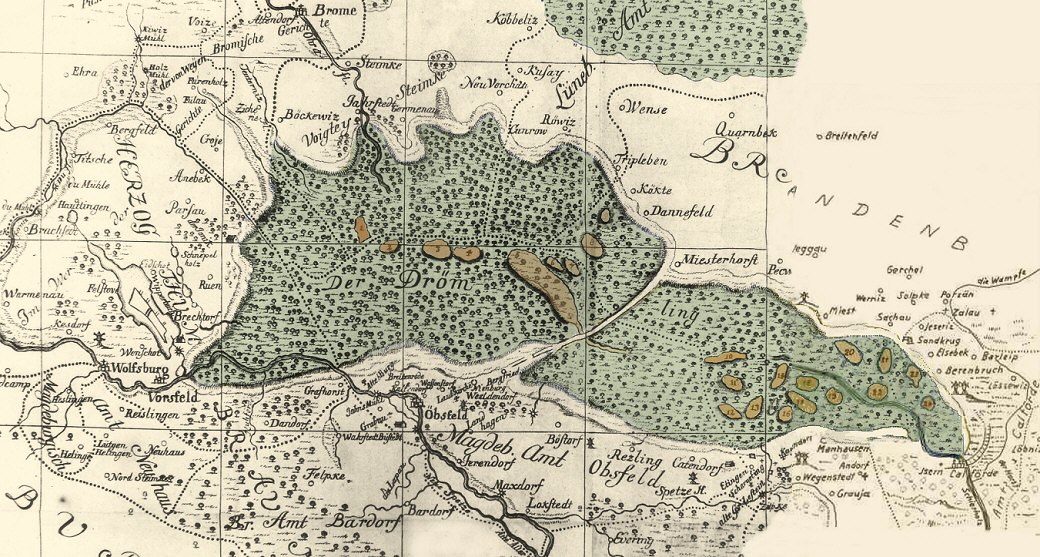
Kaart van de Drömling anno 1737. De bruine stippen, horsten, zijn bewoonbare gebiedjes in het moeras.
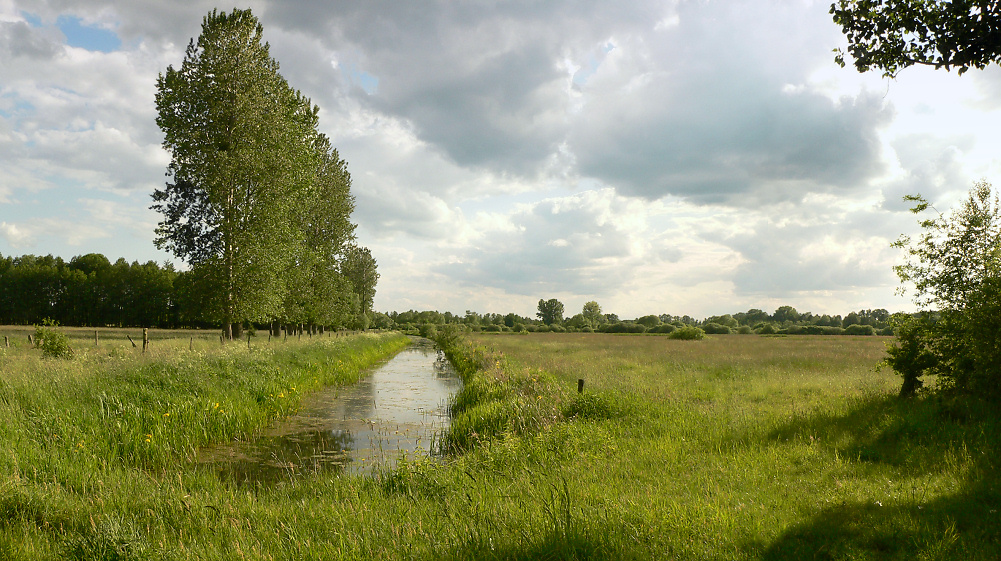
Sloot met rij populieren, een voor de Drömling typerend, in de 19e eeuw ontstaan landschap
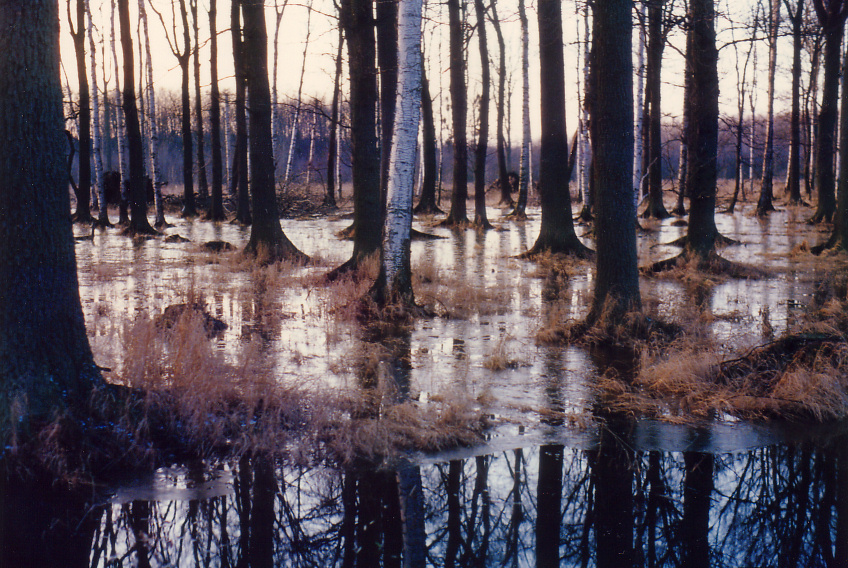
Het Giebelmoor tijdens de jaarlijkse overstroming in de lente

Het gebied is een laagvlakte die in de ijstijd van het Saalien, ca. 140.000 jaar geleden, ontstond. Er ontstond een 20 m dikke zandlaag. Na de laatste ijstijd raakte het gebied bebost en omdat er door de rivieren veel water het laaggelegen terrein in vloeide, veranderde dit geleidelijk in berken- en elzenbroekbossen, hoogveen en laagveen. Nog steeds staan ieder voorjaar grote delen van het gebied onder water, wat voor de landbouw en het wegverkeer de nodige overlast veroorzaakt.

## Geschiedenis
In 938 wordt het gebied in een document van een monnik van de Abdij van Corvey voor het eerst vermeld onder de naam Thrimining. De herkomst van deze naam is onzeker.
Historisch is het gebied, evenals het Bourtanger Moeras aan de Nederlands-Duitse grens, door de moeilijke toegankelijkheid, een etnische grenszone geweest. Plekken, waar men het moeras kon doorkruisen, waren dan van strategisch belang. In de Dertigjarige Oorlog waren afgelegen, kleine, hoger gelegen, voor het boerenbedrijf geschikte gebiedjes in het moeras het terrein van kleine groepjes vrijbuiters en vluchtelingen; noch de katholieke, noch de protestantse coalities kregen greep op het gebied. Ook in de 20e eeuw was dit deels nog het geval. De Duits-Duitse grens liep door het gebied heen; grote gebieden waren om deze reden streng verboden toegang. Dat had tot gevolg, dat met name in het Nedersaksische gedeelte van het gebied menselijke verstoring van ca. 1950 tot ca. 1990 zeer beperkt was, wat de biodiversiteit van het gebied ten goede is gekomen. In de DDR-tijd overheerste in Saksen-Anhalt het economisch belang. Daardoor werden grote delen van de Drömling daar ontwaterd en in akker- en weiland omgevormd.
Grootschalig ingrijpen in de natuur begon in de Drömling overigens reeds in de 18e eeuw. Keurvorst Frederik de Grote van Pruisen liet er ontginningswerk uitvoeren. Tussen 1783-1796 werd 300 km2 ontgonnen. Daarvoor was het noodzakelijk, de Ohre te veranderen in een diep, recht kanaal, waarin zijkanalen uitmondden, die de drassige velden moesten ontwateren. Ook de Aller werd bedijkt. Deze maatregelen bleken nog onvoldoende om de grote, ieder voorjaar optredende overstromingen te voorkomen. De Drömling ligt nu eenmaal iets lager dan de meeste omliggende gebieden. Door indijkingen aan de ene kant van het gebied, werden de overstromingen aan de andere kant erger. Dat leidde zelfs tot politieke spanningen tussen o.a. het Koninkrijk Hannover en Pruisen. In de jaren 1860 werd, na het sluiten van een verdrag tussen deze staten hierover, de ontwatering van de Drömling systematisch verder aangepakt. Men koos voor een systeem met  smalle landbouwpercelen tussen ontwateringssloten met aan weerszijden dijkjes, die met populieren beplant werden. Vanzelf ontstond ook opslag van wilg, voor de boeren bruikbaar als hout voor o.a. stelen van gereedschap. Dit kenmerkende landschap is vooral in het tot Saksen-Anhalt behorende deel van het gebied nog op veel plaatsen herkenbaar. Tot en met de periode van het Derde Rijk werd nog verder aan de waterbeheersing van de Drömling gewerkt, o.a. door aanleg van pompgemalen en spuisluizen. Tussendoor waren kleine, voor de landbouw onbruikbaar gebleven gebieden, ofwel met productiebos beplant, ofwel als natuurreservaat met rust gelaten. Pas rond 1980 zag men in beide Duitslanden het belang van de ecologische waarden van dit wetland in, en volgden grootschaliger natuurbeschermingsmaatregelen, waaronder vernatting van bepaalde gebieden.

## Ecologische zones
Het gebied wordt beschouwd als een grensgebied tussen het West-Europese gebied met zeeklimaat en het Oost-Europese gebied met landklimaat. Omdat in het Nedersaksische gedeelte van de Drömling natuurlijk naaldbos groeit, beschouwen sommige Duitse geleerden het zelfs als het uiterste zuidwestelijke puntje van de taiga in Midden-Europa.

## Indeling in natuurreservaten e.d.
Tot het gebied behoren vele kleinere natuurreservaten, waaronder:

### Saksen-Anhalt
- Natuurreservaat (Naturschutzgebiet) Ohre-Drömling, ingesteld in 2005,  10.300 ha, onderverdeeld in:
  - Kernzone, 840 ha, bestemming: ontwikkeling van voornamelijk elzenbroekbos. Hiertoe behoren o.a. de gebieden:
    - Jeggauer Moor
    - Breitenroder-Oebisfelder Drömling
    - Böckwitz-Jahrstedter Drömling

  - Natte zone (Nässezone), 2.960 ha
  - Behoud-zone (Erhaltungszone), 4.630 ha
  - Verbindingszone, 1.910 ha
- Natuurreservaat (Naturschutzgebiet) Klüdener Pax-Wanneweh
- Het gedeelte  van het gebied (19.180 ha), dat niet de status natuurreservaat heeft, is aangemerkt als Landschaftsschutzgebiet.

### Nedersaksen
Natuurreservaten (Naturschutzgebiete) (van noord naar zuid):
- Kaiserwinkel, 407 ha
- Schulenburgscher Drömling, 519 ha
- Giebelmoor, 670 ha (onderverdeeld in Kleines en Großes Giebelmoor): het hier voorkomende vochtige dennen-, elzen- en berkenbos wordt geacht hier zijn uiterste westgrens in Europa te hebben.
- Nördlicher Drömling, 1113 ha
- Politz und Hegholz, 484 ha
- Wendschotter und Vorsfelder Drömling, 609 ha
- Südlicher Drömling, 602 ha

## Bijzondere soorten dieren en planten in het gebied

### Planten
In totaal 74 plantensoorten, die op de Rode Lijst van de IUCN staan, komen in het gebied voor. Kenmerkende planten zijn o.a.: fladderiep, zachte berk, pilvaren, vlottende bies, poelruit, moerasrozemarijn, Thalictrum lucidum (komt in West-Europa niet voor), en hulst, die hier de oostgrens van zijn habitat bereikt.

### Vogels
De avifauna in het gebied is veelzijdig.  Kenmerkende vogels zijn o.a.: kraanvogel, witte ooievaar, zwarte ooievaar, blauwe reiger, rode wouw, grauwe klauwier, dodaars en vele grotere eendensoorten, knobbelzwaan, wulp, wielewaal, raaf, nachtegaal, kramsvogel en koperwiek.

### Insecten
De insectenwereld, die nog weinig onderzocht is, omvat in ieder geval diverse soorten libellen, krekels en sprinkhanen, spinnende waterkevers en vlinders.

### Zoogdieren
In totaal 21 soorten zoogdieren, die op de Rode Lijst van de IUCN staan, komen in het gebied voor. Kenmerkende zoogdieren zijn o.a.: visotter, bever, ree, wild zwijn, vossen , dassen en enige soorten knaagdieren.

### Reptielen en amfibieën
Kenmerkende soorten zijn o.a.: rugstreeppad, boomkikker, ringslang

### Vissen
In totaal 10 vissen, die op de Rode Lijst van de IUCN staan, komen in het gebied voor. De fauna aan vis is overigens beperkt door het grote aantal waterkeringen.

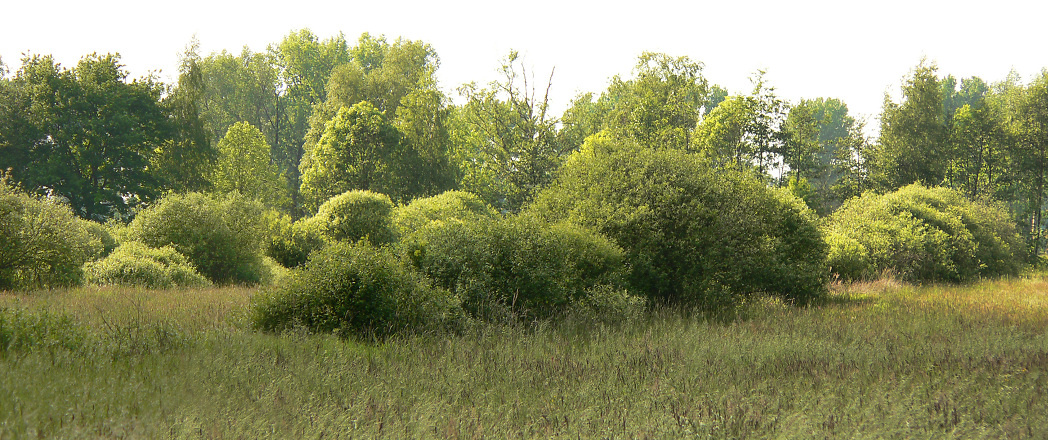
Landschap met bosjes en struikgewas in de Drömling
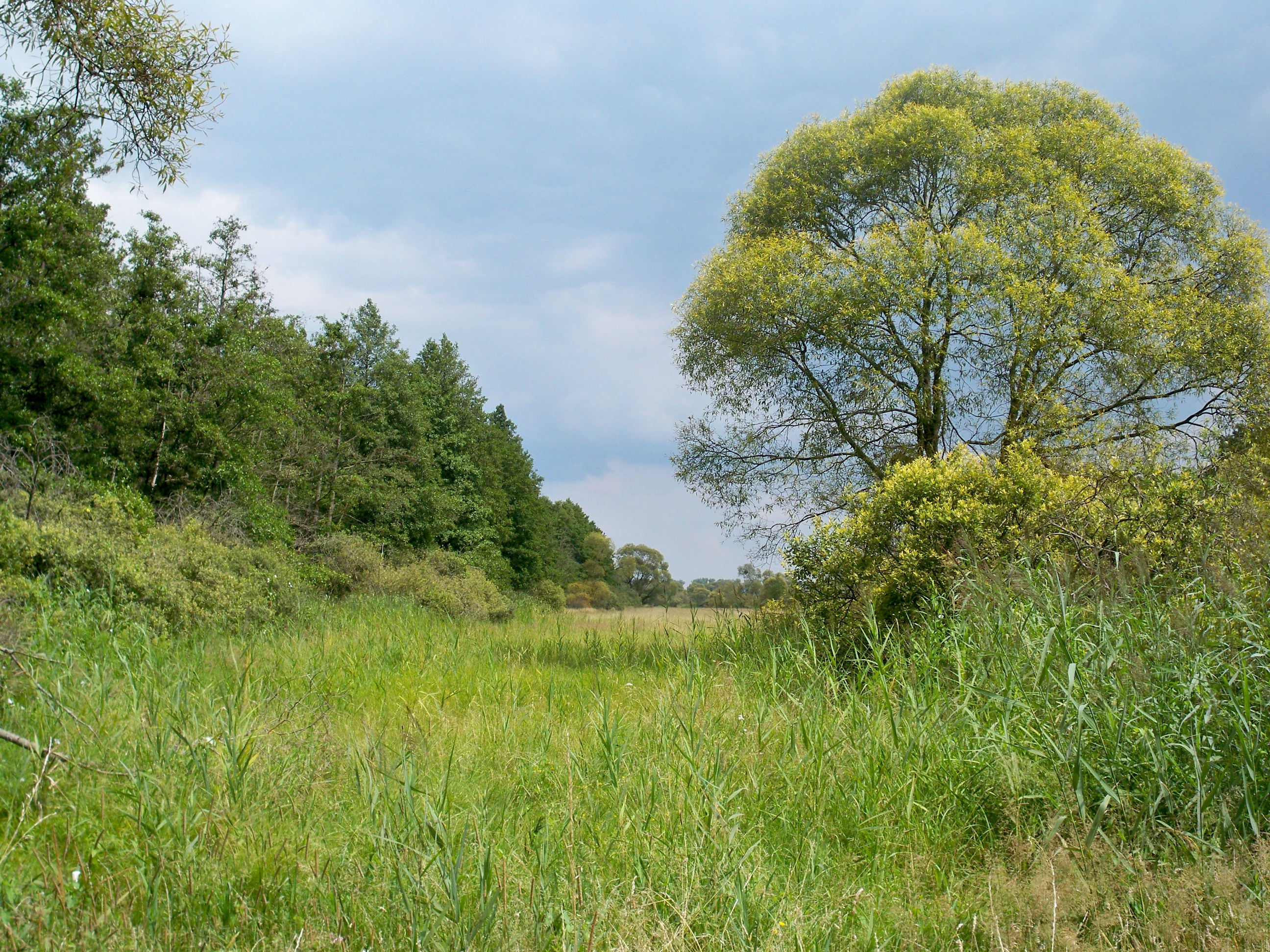
Broekbos, Kaiserwinkel
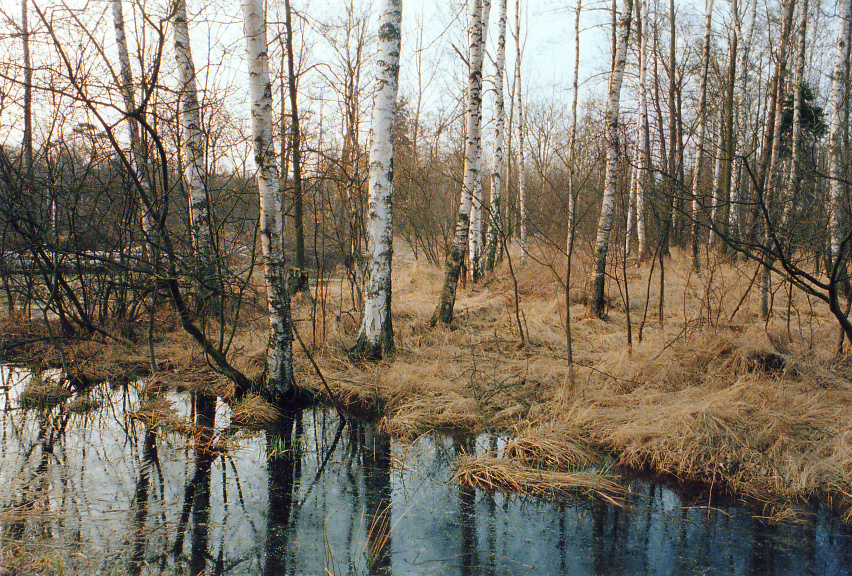
Berkenbroekbos met zachte berk, Giebelmoor
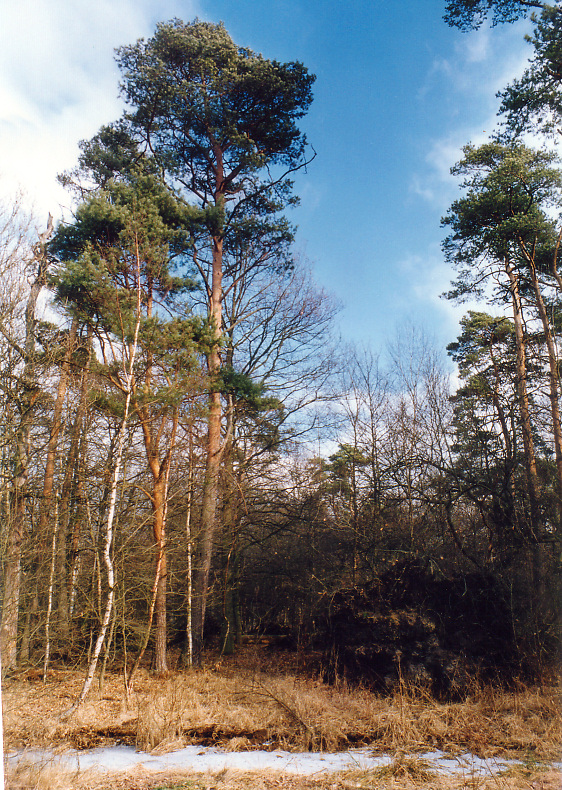
Kleines Giebelmoor, dennen, wellicht inheems
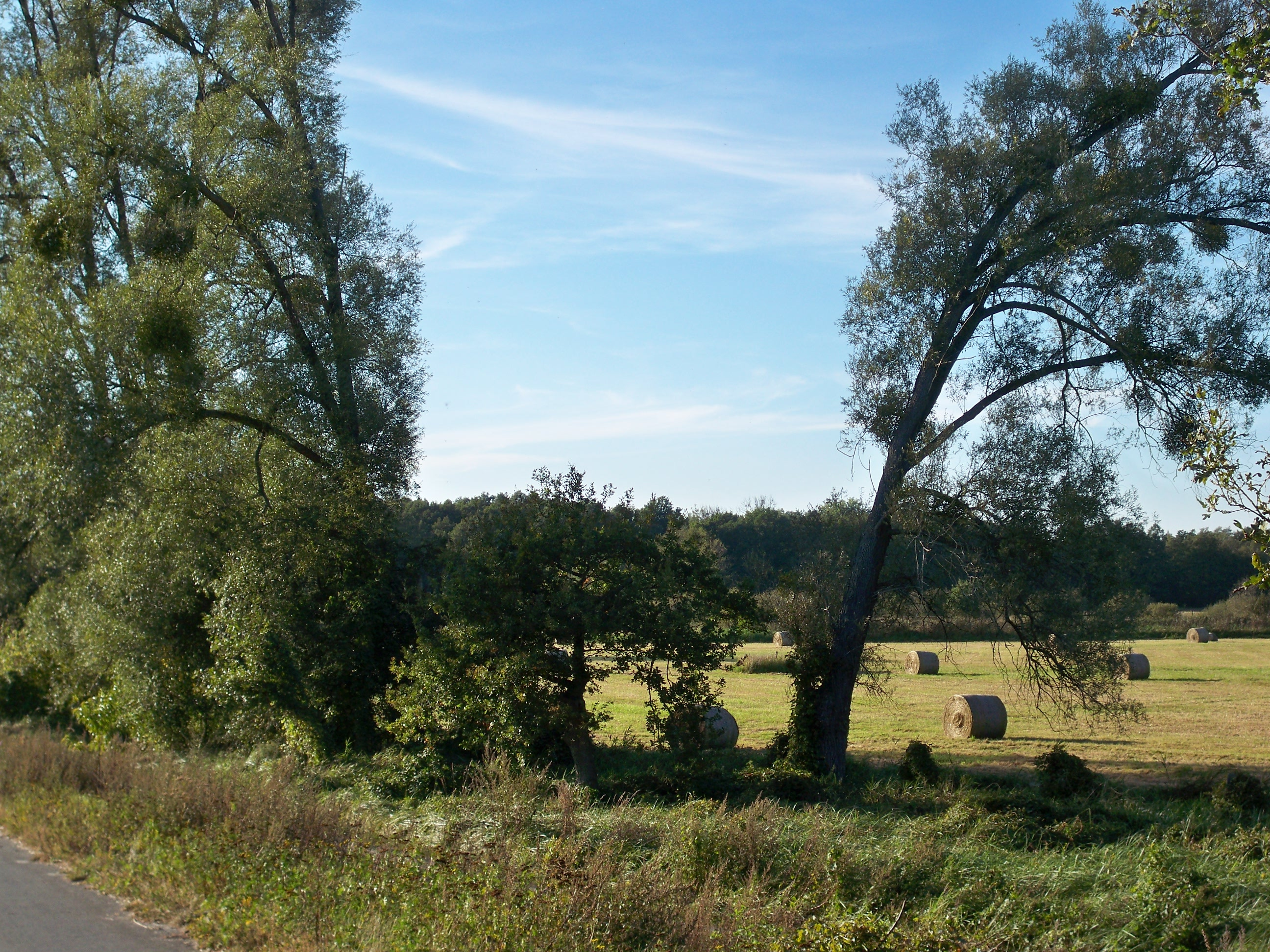
Wendschotter und Vorsfelder Drömling (1)
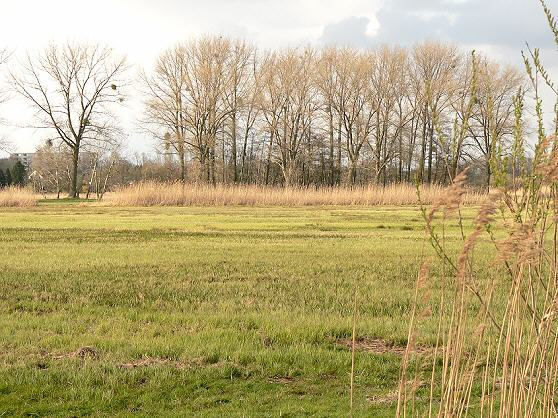
Wendschotter und Vorsfelder Drömling (2)
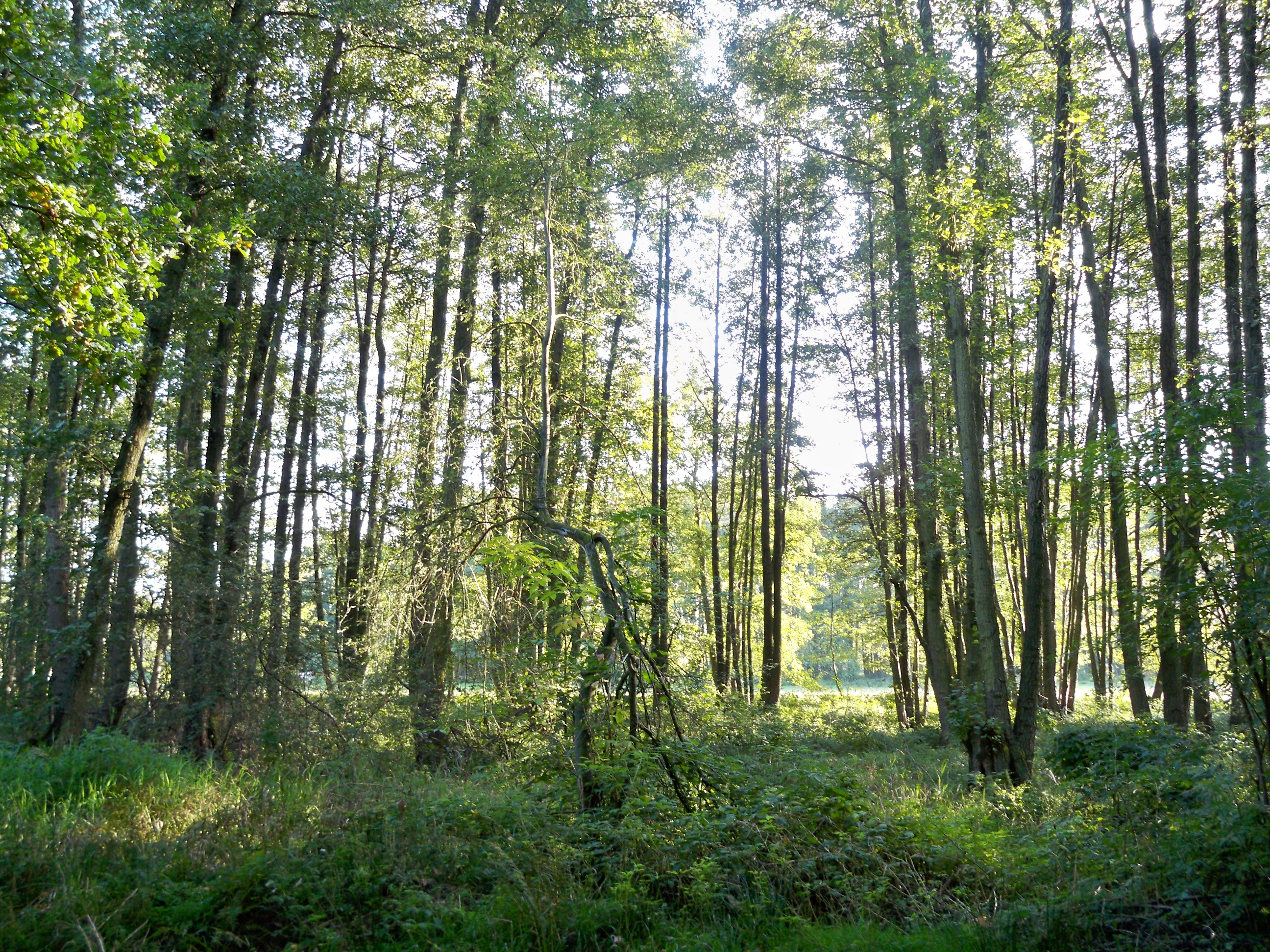
Wendschotter und Vorsfelder Drömling (3-elzenbroekbos)